# Poproč (powiat Koszyce-okolice)
Poproč – wieś (obec) na Słowacji położona w kraju koszyckim, w powiecie Koszyce-okolice.

## Historia
Pierwsze wzmianki o miejscowości pochodzą z roku 1255. 

## Demografia
Poproč jest dużą, ludną wsią o ustabilizowanej w ostatnich dziesięcioleciach sytuacji demograficznej. Według danych z dnia 31 grudnia 2012, wieś zamieszkiwało 2759 osób, w tym 1407 kobiet i 1352 mężczyzn.
W 2001 roku rozkład populacji względem narodowości i przynależności etnicznej wyglądał następująco:
- Słowacy – 98,38%
- Czesi – 0,36%
- Niemcy – 0,07%
- Polacy – 0,04%
- Romowie – 0,04%
- Rusini – 0,04%
- Ukraińcy – 0,18%
- Węgrzy – 0,43%

Ze względu na wyznawaną religię struktura mieszkańców kształtowała się w 2001 roku następująco:
- Katolicy rzymscy – 88,4%
- Grekokatolicy – 1,19%
- Ewangelicy – 0,57%
- Prawosławni – 0,18%
- Husyci – 0,07%
- Ateiści – 6%
- Przedstawiciele innych wyznań – 0,04%
- Nie podano – 1,83%

## Zabytki
- Kościół katolicki pw. Wszystkich Świętych. Pierwotnie wzniesiony w stylu późnogotyckim na początku XVI w. jako murowana budowla jednonawowa, z półkoliście zamkniętym prezbiterium i kwadratową w rzucie wieżą od frontu. Gruntownie przebudowany w stylu barokowym w roku 1760.

- Kaplica pw. Matki Boskiej Różańcowej. Murowana, z roku 1875.